# Кук, Василий Степанович
Васи́лий Степа́нович Кук (укр. Василь Кук; 11 января 1913, с. Красное, Королевство Галиции и Лодомерии, Австро-Венгрия (ныне Золочевского района Львовской области Украины) — 9 сентября 2007, Киев, Украина) — генерал-хорунжий Украинской повстанческой армии (УПА) после смерти Романа Шухевича летом 1950 занял все его должности: руководителя ОУН(б) на «Украинских землях», Главы Генерального Куреша Украинского главного освободительного совета (УГВР) и Главного Командира УПА.

## Биография
Василий Степанович Кук родился 11 января 1913 года в местечке Красное. Родители были крестьянами. Отец, Степан Матвеевич работал на железнодорожной станции в Красном; мать — Прасковья Федоровна (девичья фамилия — Постолюк). Василий получил юридическое образование в Люблинском католическом университете, где познакомился с будущим главой Организации украинских националистов Степаном Бандерой.
До 1939 года за участие в украинском национально-освободительном движении неоднократно арестовывался польскими властями. В 1939—1941, после присоединения Западной Украины к УССР, находился на нелегальном положении.
В годы Второй мировой войны В. Кук, как член Центрального провода ОУН(б), (под псевдонимом «Лемиш») возглавлял Восточный краевой провод ОУН(б) — «Схид» и одновременно являлся командующим группы УПА «Пивнич». По указанию Центрального провода ОУН создал нелегальную и отлаженную для работы типографию, написал популярную брошюру о правилах конспирации, размноженную потом в этой типографии. Создал мастерскую по изготовлению ручных гранат и взрывных устройств с часовым механизмом. В подполье Васыля считали большим специалистом по организации и проведению взрывов и применению ручных гранат. Он был автором брошюры-пособия «Обучение гранатному бою», широко использовавшейся бойцами УПА.
С 1942, в связи с разногласиями с руководившим ОУН(б) в отсутствие Степана Бандеры, Миколой Лебедем был направлен для проведения организационной работы в восточные области Украины, возглавлял Южный краевой провод ОУН с центром в Днепропетровске, а после убийства в 1942 году Дмитрия Мирона, также и Киевский краевой Провод ОУН. Руководимая Куком организационная сеть ОУН(б) особенно активно действовала на территории современных Черкасской, Днепропетровской и Киевской областей.
По мере отступления немецких войск из восточной Украины Кук оказался на Волыни. На III-й конференции ОУН (февраль 1943). Кук поддержал проигравшую линию Михаила Степаняка, предлагавшего сосредоточиться на борьбе с немецкими оккупантами, а не с советскими силами. Летом 1944 года вместе с рядом руководителей ОУН(б) пытается создать альтернативу УГВР — НВРО (Народно-освободительную революционную организацию), которая в конце 1944 года была распущена по указанию сторонников Шухевича.
В июне-июле 1950 года после смерти Романа Шухевича занял посты руководителя ОУН(б) на «Украинских землях», главы Генерального секретариата УГВР и Главного командира УПА, а через четыре года был арестован КГБ СССР.
Сотрудник отдела оперативных радиоигр КГБ УССР Георгий Санников так отозвался о Куке:

Кук так и не перешел на нашу сторону. Некоторые считают его агентом КГБ, а на самом деле не было этого. А с воззванием к своим подпольщикам он выступил, потому что понимал, нет смысла бороться дальше, нужно сохранять кадры для будущей Украины. Это был умный, матерый враг. Блестящий конспиратор, поэтому дольше всех главарей продержался.

После шести лет заключения он был освобождён в 1960 году в связи с амнистией. В том же году написал «Открытое письмо к Ярославу Стецько, Миколе Лебедю, Степану Ленкавскому, Дарье Ребет, Ивану Гринёху и всем украинцам, которые живут за границей», в котором признал советскую власть законной на Украине, отрёкся от ОУН-УПА и призвал украинское правительство в изгнании признать СССР как законное государство и вернуться на Украину:

Антисоветская деятельность украинских националистов за границей обречена на провал, ибо нет сегодня таких сил за границей, а тем более и внутри Советского Союза, что могли бы в какой-нибудь мере насильственно сменить существующий общественно-политический строй в СССР или только в одной из советских республик.
Украинский народ, как и другие народы СССР и стран народной демократии, всякую попытку возвращения к старым порядкам встретит враждебно и будет всеми способами защищать то, что ему дала Советская власть.
Попытки активизировать подрывную деятельность внутри СССР при помощи засланных для этой цели людей заканчиваются и в дальнейшем будут заканчиваться только провалом. Об этом ясно свидетельствует случай с американскими самолётами, о чём вам известно из советской и иностранной прессы. Неосознание этих фактов ведёт эмиграцию к трагическим ошибкам, которые, в свою очередь, приводят к ещё более трагическим последствиям.
Товарищи! Не связывайтесь ни с какой деятельностью против нашего народа, не позволяйте себя дальше обманывать и использовать в чужих для вас самих и вашего народа интересах. Всю свою деятельность в эмиграции направляйте на то, чтобы не закрывать себе путь на родину.
С большим приветом и уважением — В. Кук
Оригинальный текст (укр.)Антирадянська діяльність українських націоналістів за кордоном приречена на провал, бо немає сьогодні таких сил за кордоном, ані тим більше всередині Радянського Союзу, що могли б у якій-небудь мірі насильно змінити існуючий громадсько-політичний лад в СРСР, чи тільки в одній із радянських республік.

Український народ, як і інші народи СРСР і країн народної демократії, всяку спробу повернення до старих порядків зустріне вороже і буде всіма засобами захищати те, що йому дала Радянська влада.
Спроби активізувати підривну діяльність усередині СРСР при допомозі засланих для цієї цілі осіб кінчаються і в дальшому будуть кінчатися тільки провалом. Про це яскраво свідчить випадок з американськими літаками, про що вам відомо з радянської та чужинецької преси. Неусвідомлення цих фактів веде еміграцію до трагічних помилок, які в свою чергу призводять до ще трагічних наслідків.
Друзі! Не зв'язуйтеся ні з якою діяльністю проти нашого народу, не дозволяйте себе далі обманювати і використовувати в чужих для вас самих і вашого народу інтересах. Усю свою діяльність в еміграції спрямовуйте на те, щоб не закривати собі шлях на батьківщину.

Зі щирим привітом і повагою — B.Кук

В интервью 2000-х, взятому членом КУН С. Павчаком, Кук в ответ на вопрос о письме ограничился заявлением: «А разве вы не знаете, как тогда подписывались подобные документы?», намекнув на то, что его вынудили подписать письмо, и отчасти подтвердив мнение Г. Санникова.
После освобождения проживал на Украине, занимался научной работой в Центральном государственном историческом архиве и Институте истории Академии наук Украинской ССР.
Умер 9 сентября 2007 года в Киеве, похоронен в родном селе Красное. 12 сентября 2010 в его родном селе был открыт памятник Василию Куку.

## Награды
- Орден «За заслуги» III степени (26 ноября 2005 года) — за весомый личный вклад в национальное и государственное возрождение Украины, самоотверженность в борьбе за утверждение идеалов свободы и независимости, активную общественную деятельность[3].
- Крест Заслуги I степени (26 августа 1949 года, УПА).

## Произведения
1. «Степан Бандера» — М.: Лілея-НВ, 2013. — 63 с. — 2000 экз. — ISBN 978-966-668-300-1